# 鹿獐山街道
鹿獐山街道是中国湖北省黄石市铁山区下辖的一个街道。

## 行政区划
鹿獐山街道下辖向阳路社区、车站路社区、曹家林社区、新村社区、铜鼓地社区、煤矿社区、三岔路村、盛洪卿村、龙衢湾村、熊家境村、木栏村。